# أوقى (اسم)
أَوْقَى هو اسم علم مذكر من أصل عربي، وجاء الاسم على صيغة اسم التفضيل، ومعناه هو الأكثر وقاية للشيء أي صيانة له عن الأذى.